# Romain Laguna
Romain Laguna est un acteur et réalisateur français né en 1986 à Béziers.

## Biographie
Issu d'une famille de vignerons et ancien élève de la Femis (département « Production », promotion 2013), Romain Laguna a réalisé trois courts métrages en collaboration avec les producteurs Charles Philippe et Lucile Ric.
Il entreprend en 2017 le tournage de son premier long métrage, Les Météorites. Présenté au Festival du cinéma méditerranéen de Montpellier en 2018, le film est sorti en 2019.

## Filmographie

### Courts métrages
- 2012 : À trois sur Marianne
- 2013 : Bye bye mélancolie
- 2013 : Run
- 2017 : J'mange froid

### Long métrage
- 2018 : Les Météorites

### Acteur
- 2022 : Jacky Caillou de Lucas Delangle